# Wireless Application Protocol
Wireless Application Protocol (WAP) – zbiór otwartych, międzynarodowych standardów definiujących protokół aplikacji bezprzewodowych. Rozwijaniem protokołu zajmuje się organizacja WAP Forum, będąca obecnie częścią Open Mobile Alliance (OMA). Wersja 1.0 protokołu powstała w 1998, 1.1 w 1999, a 2.0 w 2001 roku.
WAP został stworzony w celu umożliwienia dostępu do usług WWW, uwzględniając ograniczenia techniczne urządzeń mobilnych (np. PDA, telefon komórkowy) korzystających z tego protokołu oraz ograniczeń łącza danych (które może być realizowane m.in. poprzez połączenie CSD lub GPRS).
Przy pomocy emulatora WAP można oglądać strony WAP na komputerze osobistym podłączonym do Internetu.

## WAP 1.x
Aby osiągnąć postawione cele, stworzono następujące protokoły:
- Wireless Datagram Protocol (WDP)
- Wireless Transport Layer Security (WTLS)
- Wireless Transaction Protocol (WTP)
- Wireless Session Protocol (WSP)

Ich zadaniem jest zapewnienie bezpiecznego transportu danych oraz kontrolowanie połączenia, przy zastosowaniu minimalnej ilości nagłówków w pakietach.
Nadrzędną warstwą stosu protokołów jest Wireless Application Environment. Językiem opisu stron WAP jest Wireless Markup Language (WML), oparty na języku XML. Odpowiednikiem języka Java Script w WAP jest WMLS (Wireless Markup Language Script), który pozwala na dokonywanie prostych obliczeń po stronie przeglądarki telefonu.

## WAP 2.0
WAP 2.0 został przystosowany do obsługi protokołów używanych w Internecie (IP, TCP, TLS, HTTP), co znacząco uprościło architekturę systemu oraz umożliwiło użytkownikom dostęp do większej ilości usług.
Protokół definiuje nowy język opisu strony, którym jest XHTML Mobile Profile (XHTML-MP).